# Benjamin Linus

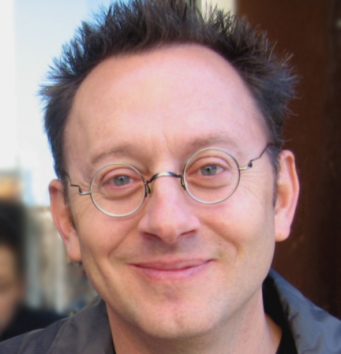
Benjamin Linus, grany przez Michaela Emersona

Benjamin Linus, Henry Gale ur. 1964 r. – postać fikcyjna, jeden z bohaterów serialu telewizyjnego Zagubieni, grana przez aktora Michaela Emersona.

## Życiorys

### Przed katastrofą
Retrospekcja Linusa nastąpiła w dwudziestym odcinku trzeciego sezonu. Przedtem Ben, jeden z Innych, twierdzi, że mieszka na wyspie całe życie, choć naprawdę urodził się poza nią. Jego rodzicami są Emily i Roger Linus. Jego matka zmarła tuż po jego urodzeniu, a ojciec przypłynął z nim na wyspę jako pracownik Inicjatywy DHARMA. Ben nienawidził ojca, który obwiniał go za śmierć matki. Gdy skończył 28 lat, zamordował ojca i pracowników DHARMA. Następnie udał się do dżungli i dołączył do Innych.
Ben wychowuje Alex. Odebrał ją, gdy była niemowlęciem, Danielle Rousseau, jednej z rozbitków na wyspie. Z czasem Ben przekonał Innych do przeprowadzenia się do osady, zbudowanej za czasów DHARMA. Wydaje się być przywódcą Innych, choć Juliet mówi Jackowi, iż Inni podejmują decyzje grupowo. Sam Ben twierdzi, że przywódcą Innych jest niejaki Jacob.
Dwa dni przed katastrofą samolotu Oceanic Airlines - lot 815 Ben dowiaduje się, że ma guza na kręgosłupie. Jest członkiem klubu książkowego, działającego wśród Innych i nie znosi powieści Stephena Kinga (mówi o tym w odcinku Opowieść o dwóch miastach), choć będąc przetrzymywanym w zbrojowni stacji "Łabędź" pyta o te powieści Johna Locke, który przyniósł mu Braci Karamazow Dostojewskiego.

### Po katastrofie
Ben był świadkiem katastrofy samolotu Oceanic Airlines - lot 815. Rozkazał Goodwinowi inwigilować rozbitków z tylnej części samolotu, zaś Ethanowi – z części środkowej. Po tym, jak wysłani przez niego szpiedzy giną, Ben wpada w dżungli w pułapkę, zastawioną przez Danielle Rousseau. Zostaje przekazany Sayidowi. Rousseau twierdzi, że schwytany przez nią człowiek jest jednym z Innych. Sayid uwalnia go, wówczas Danielle rani go strzałem z kuszy, gdy Ben próbuje uciec. Sayid zabiera go do stacji "Łabędź".
W trakcie opatrywania jego rany przez Jacka, Sayid namawia Johna Locke do zmiany szyfru w zbrojowni i zamyka się tam wraz z Benem. Tam go torturuje. Ben twierdzi, że nazywa się Henry Gale i rozbił się z żoną na tej wyspie w trakcie podróży balonem. Jack przerywa przesłuchanie i zmusza Locka do otwarcia drzwi zbrojowni. Szantażuje go, że nie dopuści do naciśnięcia o określonej porze guzika, aby zresetować zegar, by nie dopuścić do wybuchu.
W trakcie przebywania w zamknięciu Ben umiejętnie stara się skłócić Johna i Jacka. Daje też Anie Lucii mapę do miejsca, gdzie rzekomo rozbił się balonem, a ona wyrusza tam z Sayidem i Charliem. Znajdują w grobie zwłoki zupełnie innej osoby (Afroamerykanina, który miał dowód osobisty i nazywał się właśnie Henry Gale), co daje im dowód, że mężczyzna, którego schwytali, jest jednym z Innych. Prawdziwe imię Bena rozbitkowie poznają w trzecim sezonie serialu w odcinku Szklana baletnica. Wyjawia on je Jackowi, zwierza mu się także, iż spędził całe swoje życie na wyspie.

### Rok 2007
Po opuszczeniu wyspy Ben zabija Johna Locke'a i nakłania "Szóstkę Oceanic" do powrotu. Gdy John "ożył" po katastrofie lotu 316 linii Ajira", Ben na jego rozkaz zabija Jacoba. Następnie przyłącza się do grupy Ilany, która ma za zadanie chronić wybranych jeszcze przez Jacoba kandydatów, tj. "Szóstki Oceanic", spośród których miał być wyłoniony następca Jacoba.